# Manfred Mann’s Earth Band
A Manfred Mann's Earth Band egy Manfred Mann által 1971-ben alapított brit progresszív rock-együttes.

## Tagok
Jelenlegi felállás
- Manfred Mann – billentyűs hangszerek, ének (1971–; alapító tag)
- Mick Rogers – gitár, ének (1971–1975, 1983–; alapító tag)
- Steve Kinch – basszusgitár (1991–)
- Robert Hart - ének (2011–)

Korábbi tagok
- Chris Slade – dobok (1971–78; alapító tag)
- Colin Pattenden – basszusgitár (1971–77; alapító tag)
- Chris Thompson – ének, gitár (1975–1986, 1996–1999, 2004)
- Dave Flett – gitár (1975–1978)
- Pat King – basszusgitár (1977–1981; jelenleg road)
- Steve Waller – gitár, ének (1979–1983)
- Geoff Britton – dobok (1979)
- John Lingwood – dobok (1979–1987)
- Trevor Rabin - gitár, producer (1980–1981, 1984)
- Matt Irving – basszusgitár (1982–1983)
- Shona Laing – ének (1983)
- Noel McCalla – ének (1991–2009, 2010)
- Clive Bunker – dobok (1991–1996)
- John Trotter[1] – dobok (1996–2000)
- Richard Marcangelo – dobok (2000–2002)
- Pete May – dobok (2002)
- Geoff Dunn – dobok (2002–2008; kölcsöntag az Epic együttestől)
- Peter Cox – ének (2009–2010)
- Jimmy Copley – dobok és ütőshangszerek (2007–2015)

## Diszkográfia
- Manfred Mann's Earth Band (1972)
- Glorified Magnified (1972)
- Messin' (1973)
- Solar Fire (1973)
- The Good Earth (1974)
- Nightingales & Bombers (1975)
- The Roaring Silence (1976)
- Watch (1978)
- Angel Station (1979)
- Chance (1980)
- Somewhere in Afrika (1983)
- Criminal Tango (1986)
- Masque (1987)
- Plains Music (1991)
- Soft Vengeance (1996)
- 2006 (2004)

## Galéria

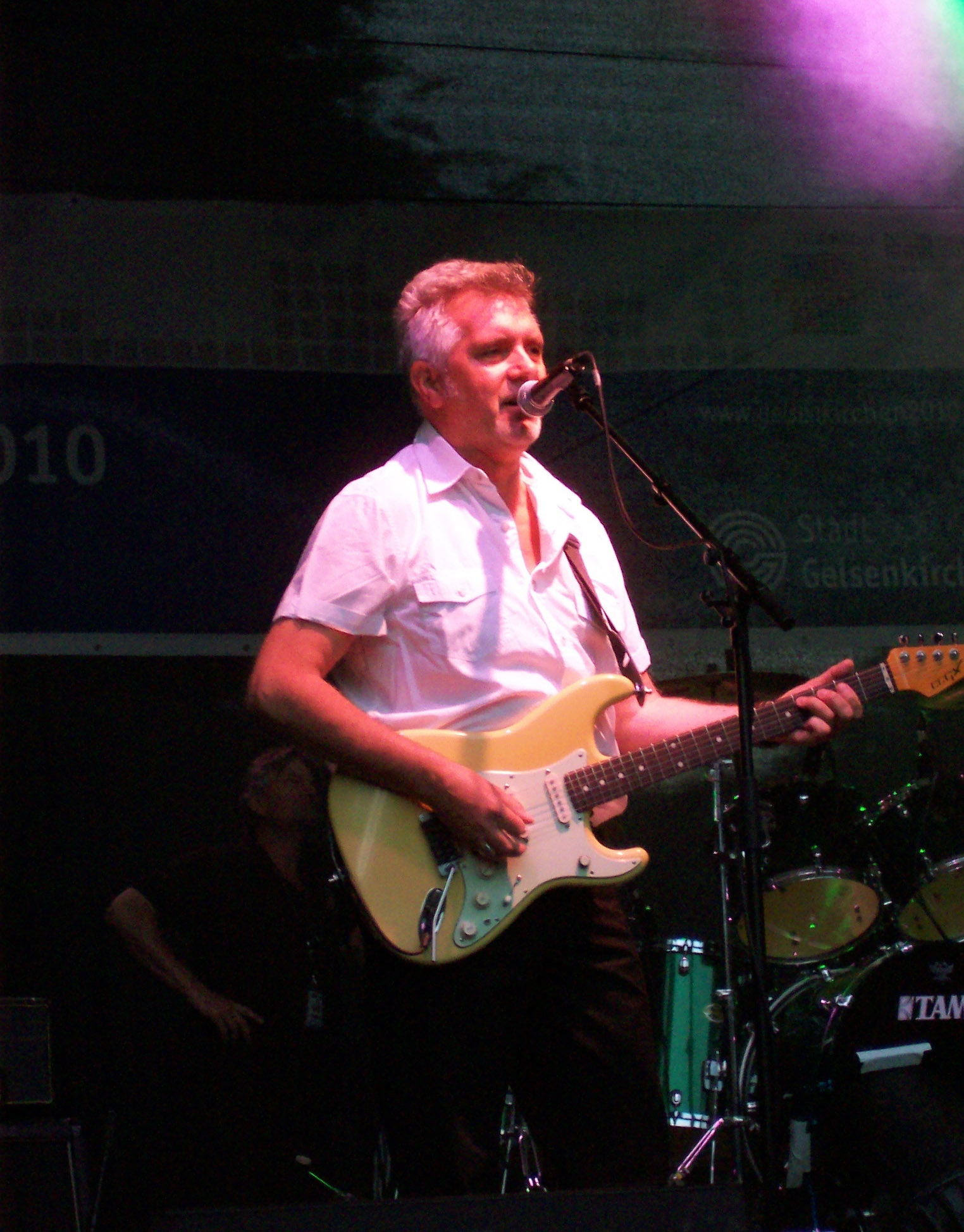
Mick Rogers 2010-ben
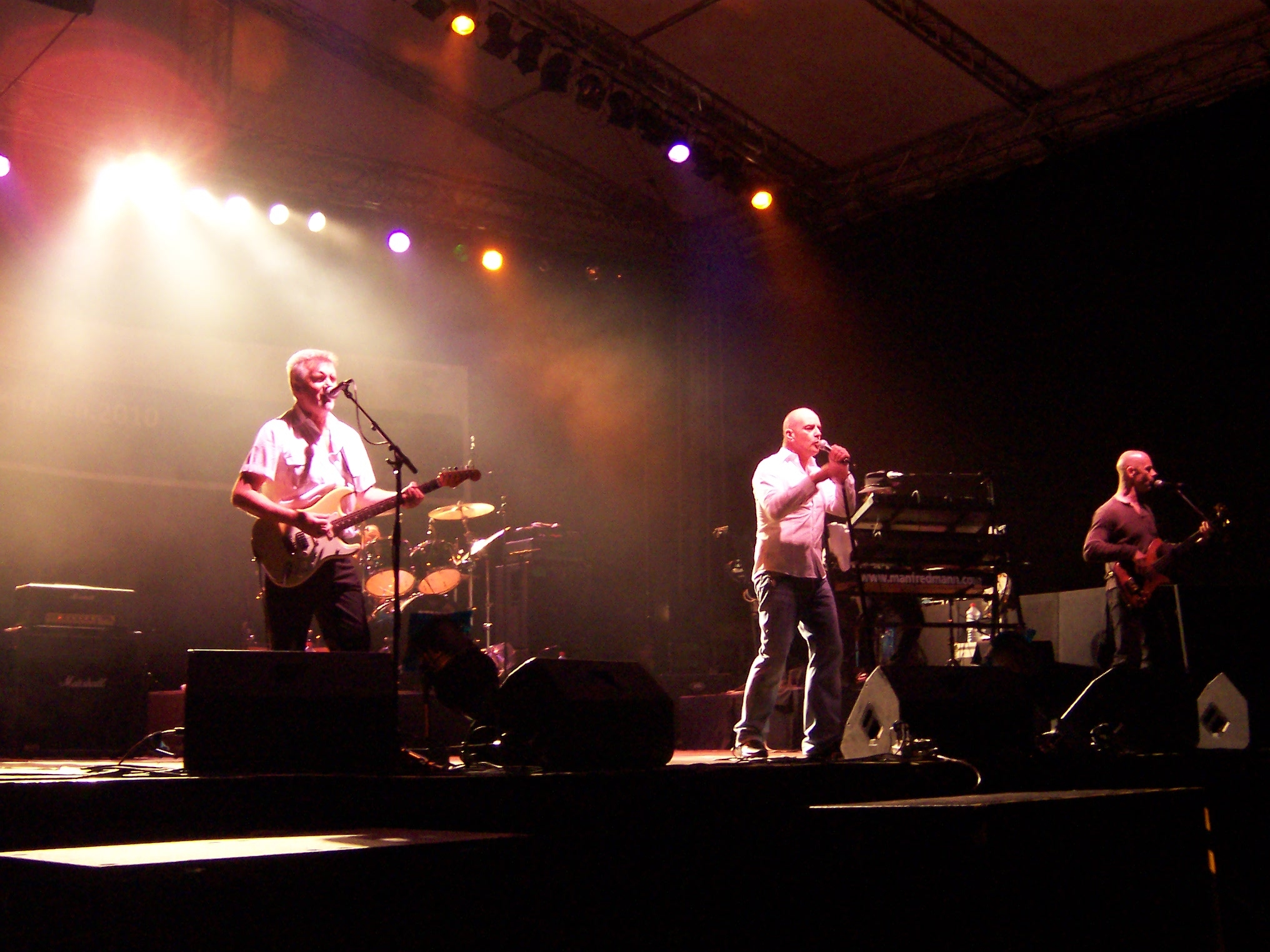
Manfred Mann's Earth Band koncert Gelsenkirchenben (2010. június 11.)
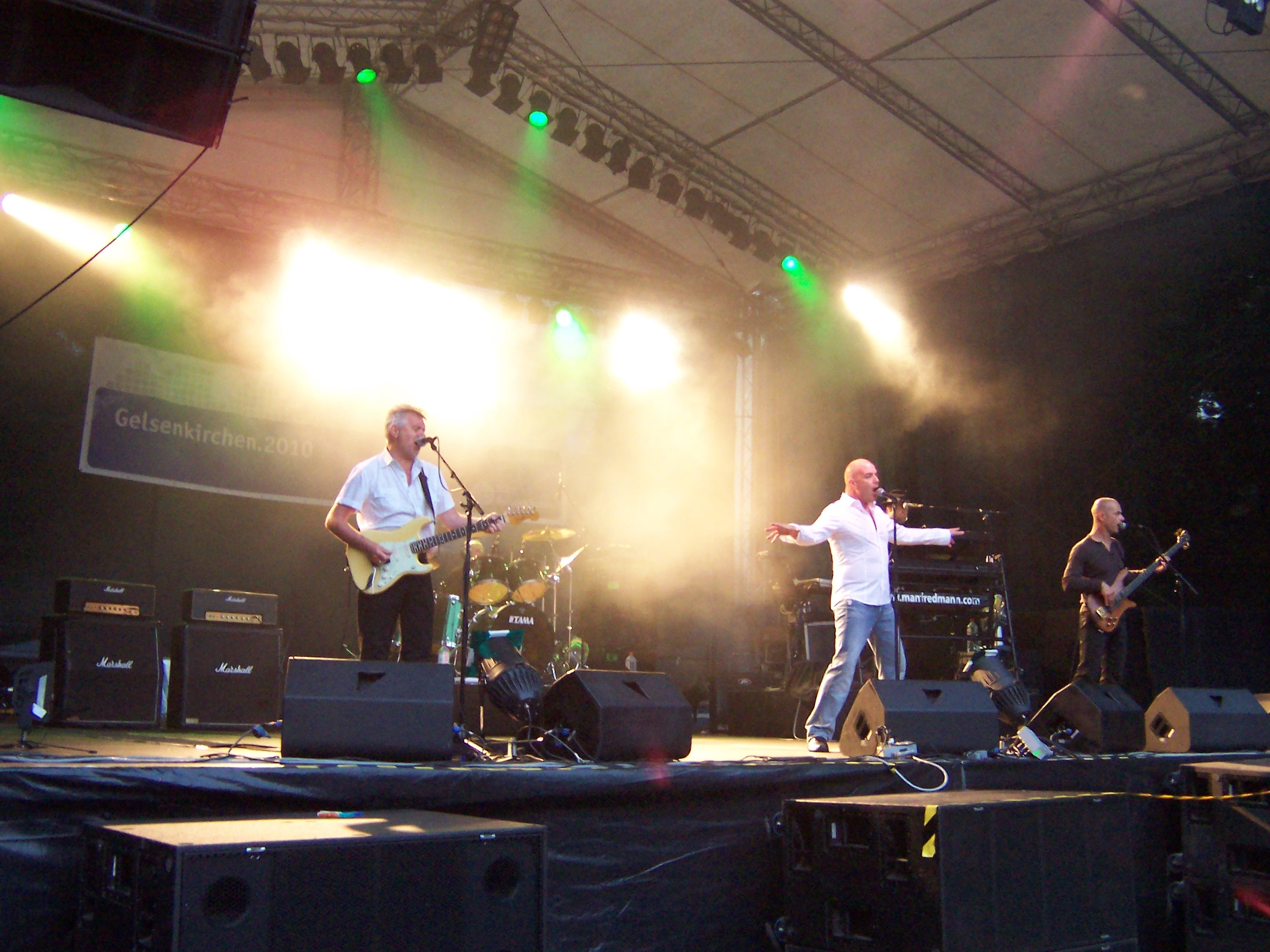
Mick Rogers (balra), Peter Cox (középen) and Steve Kinch (balra)
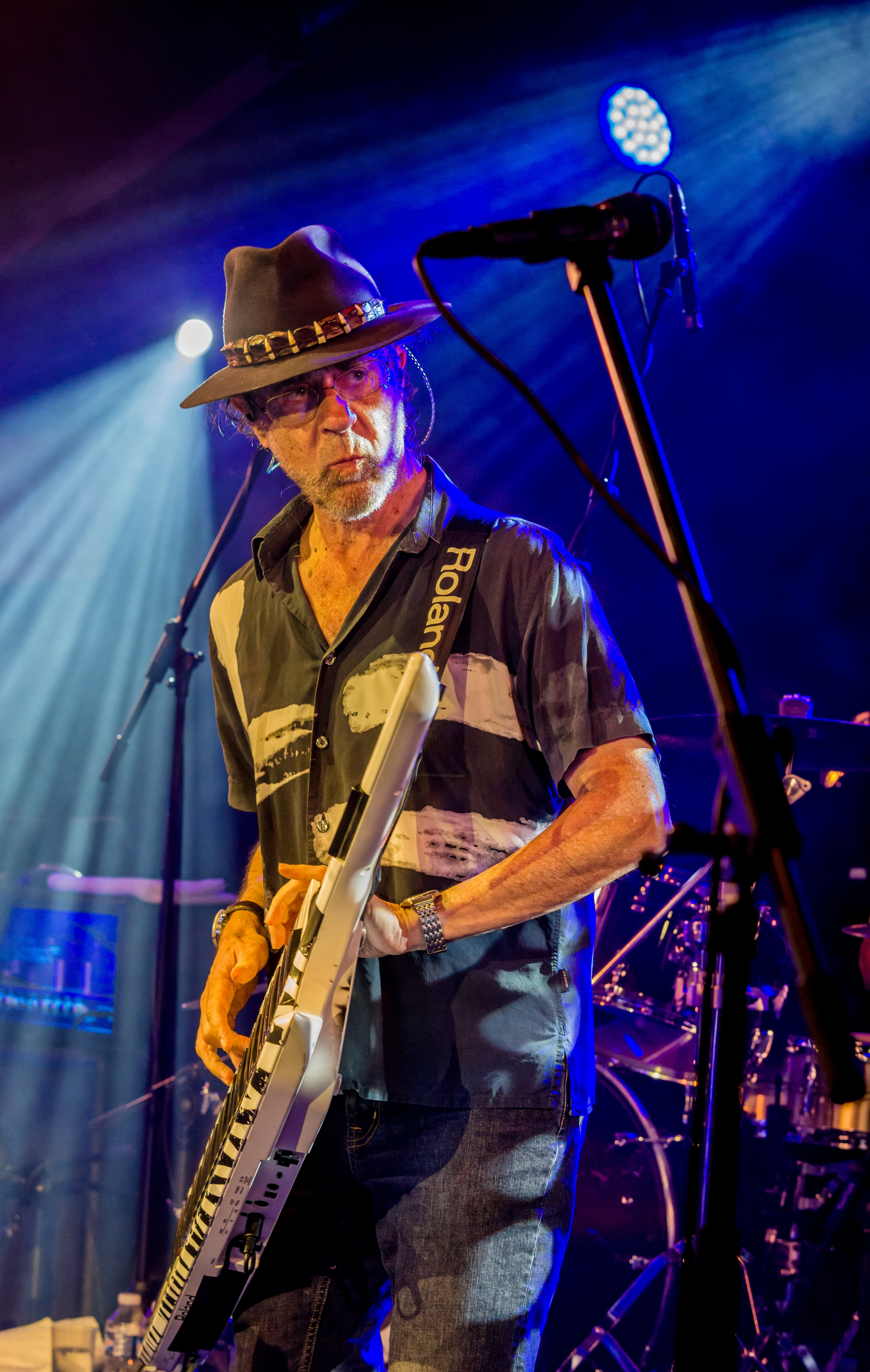
Manfred Mann's Earth Band.   Sátor Fesztivál 2017 Freiburg, Németország